# Antropora tincta
Antropora tincta är en mossdjursart som först beskrevs av Roxanne Irene Hastings 1930.  Antropora tincta ingår i släktet Antropora och familjen Antroporidae.
Artens utbredningsområde är Mexikanska golfen. Inga underarter finns listade i Catalogue of Life.